# Функция Уайтмана
Функция Уайтмана — обобщённая функция, равная вакуумному среднему от произведений операторных полей в различных точках. Являются основным математическим средством подхода Уайтмана аксиоматической квантовой теории поля. Аксиоматическая квантовая теория поля может быть описана при помощи функций Уайтмана. Исходя из этих функций, можно получить гильбертово пространство векторов состояний, унитарное представление спинорной группы Пуанкаре в нём и ковариантные операторные поля в нём, удовлетворяющие всем аксиомам квантовой теории поля. Были введены А. Уайтманом в 1956 г.

## Формулировка
Функциями Уайтмана называются вакуумные средние: {\displaystyle w_{\tau }=(\Psi _{0},\varphi _{i_{1}}^{\alpha _{1}}(x_{1}),\ldots ,\varphi _{i_{n}}^{\alpha _{n}}(x_{n})\Psi _{0})}. Здесь: {\displaystyle \Psi _{0}} — луч в оснащённом гильбертовом пространстве, описывающий вакуумное состояние, {\displaystyle \left(*,*\right)} — операция скалярного произведения, {\displaystyle \varphi _{i_{i}}^{\alpha _{i}}(x_{i})} — тензорные обобщённые функции с операторными значениями.

## Свойства
- Релятивистская инвариантность[4].
- Если число спинорных полей под знаком вакуумного среднего нечётно, то это среднее тождественно равно нулю[5].